# 슬롬
김민우(1993년 12월 17일~)는 예명 슬롬(Slom)으로 더 잘 알려진 대한민국의 음악 프로듀서이다. 2021년에 <쇼미더머니10>에 심사위원 및 프로듀서로 출연하여 화제가 되었다. 같은 해에 싱어송라이터 수민과 합작 음반 Miniseries를 발매했고, 이는 평론가들의 호평을 받았다. 2022년에 스탠다드 프렌즈와 계약한 후 데뷔 정규 음반 Weather Report를 발매했다.

## 생애
슬롬은 1993년 12월 17일에 캘리포니아주 팔로알토에서 태어났다. 2014년에 좋아하는 노래들을 따라 만들기 시작했고, 디비아세, 이블 니들, 미스터 카맥, 케이트라나다의 영향을 받았다. 나무늘보를 닮아서 나무늘보(sloth)와 민우를 합친 슬롬을 예명으로 정했다.

## 학력
- UCLA 사회학과 (졸업)[2][3]

## 경력
슬롬은 2019년에 데뷔 싱글 "2Nite"를 발매했다. 2021년 9월에 싱어송라이터 수민과 합작 음반 Miniseries를 발매했고, 이는 평론가들의 호평을 받았다. 10월에 <쇼미더머니10>에 심사위원 및 프로듀서로 출연했고, 여기에서 작곡한 "회전목마"는 가온 디지털 차트 1위를 기록했다.
2022년 10월에 자이언티가 설립한 음반사 스탠다드 프렌즈와 계약했다. <쇼미더머니11>에 박재범과 함께 심사위원 및 프로듀서로 출연했고, 우승 팀이 되었다. 데뷔 정규 음반 Weather Report를 발매했고, 이는 평론가들의 호평을 받았다.

## 예술성
슬롬은 "평소 좋아했던 아티스트에게 받은 영향을 바탕으로 무언가를 재창조"한다. 도널드 페이건의 The Nightfly와 안토니오 카를로스 조빔의 영향을 받았다.

## 음반 목록

### 정규 음반
| 제목           | 상세                                                                         | 최고 차트 순위 |
| 제목           | 상세                                                                         | KOR            |
| -------------- | ---------------------------------------------------------------------------- | -------------- |
| Weather Report | - 발매일: 2022년 10월 27일 - 레이블: 스탠다드 프렌즈 - 형식: 디지털 다운로드 | 32             |

### 합작 음반
| 제목                   | 상세                                                                   |
| ---------------------- | ---------------------------------------------------------------------- |
| Miniseries (with 수민) | - 발매일: 2021년 9월 15일 - 레이블: EMA 레코딩 - 형식: 디지털 다운로드 |

### 싱글
| 제목                                               | 연도 |
| -------------------------------------------------- | ---- |
| "2Nite" (featuring 에이스 하시모토, 다이치 무카이) | 2019 |
| "F.A.F.F"                                          | 2023 |

## 출연 작품

### TV
| 연도 | 제목           | 역할                 | 각주   |
| ---- | -------------- | -------------------- | ------ |
| 2021 | <쇼미더머니10> | 심사위원 및 프로듀서 | [ 5 ]  |
| 2022 | <쇼미더머니11> | 심사위원 및 프로듀서 | [ 14 ] |

## 수상 및 후보
| 시상식           | 연도 | 후보           | 부문            | 결과 | 각주   |
| ---------------- | ---- | -------------- | --------------- | ---- | ------ |
| 한국 힙합 어워즈 | 2022 | Miniseries     | 올해의 R&B 앨범 | 후보 | [ 15 ] |
| 한국 힙합 어워즈 | 2022 | "곤란한 노래"  | 올해의 R&B 트랙 | 후보 | [ 15 ] |
| 한국 힙합 어워즈 | 2022 | 본인           | 올해의 프로듀서 | 후보 | [ 15 ] |
| 한국 힙합 어워즈 | 2023 | "아니라고"     | 올해의 R&B 트랙 | 후보 | [ 16 ] |
| 한국 힙합 어워즈 | 2023 | 본인           | 올해의 프로듀서 | 후보 | [ 16 ] |
| 한국대중음악상   | 2022 | Miniseries     | 최우수 R&B 음반 | 후보 | [ 17 ] |
| 한국대중음악상   | 2022 | "곤란한 노래"  | 최우수 R&B 노래 | 수상 | [ 18 ] |
| 한국대중음악상   | 2023 | Weather Report | 최우수 R&B 음반 | 후보 | [ 19 ] |
| 한국대중음악상   | 2023 | "아니라고"     | 최우수 R&B 노래 | 후보 | [ 20 ] |